# Naso annulatus
Naso annulatus este un pește tropical răspândit în zona Indo-Pacifică. Poate atinge o lungime de 100 cm, astfel fiind unui dintre cei mai mari membri ai familiei Acanthuridae.

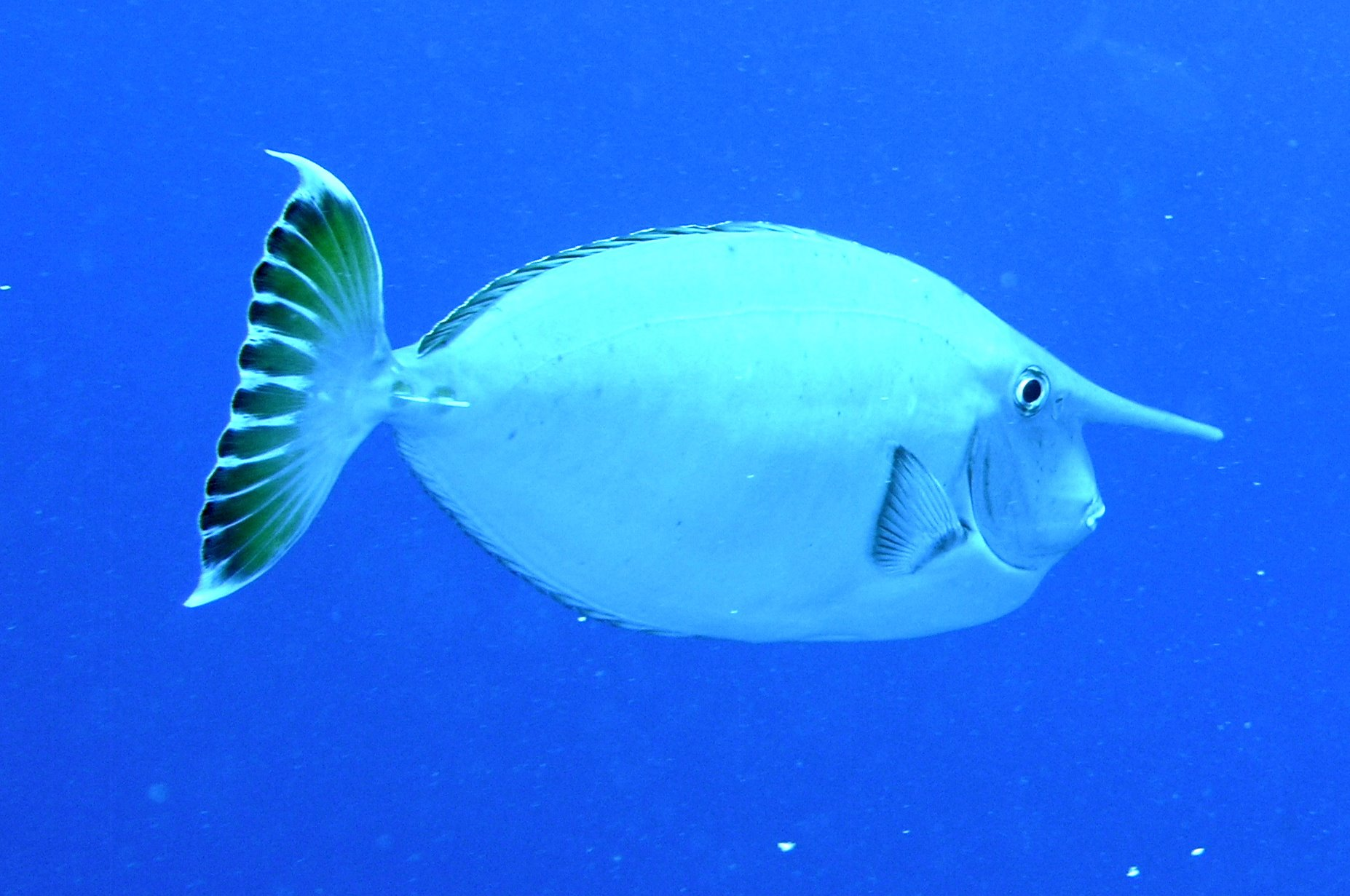
Naso annulatus